# Contarinia setigera
Contarinia setigera är en tvåvingeart som först beskrevs av Joseph Albert Lintner 1897.  Contarinia setigera ingår i släktet Contarinia och familjen gallmyggor. Inga underarter finns listade i Catalogue of Life.